# Емгерст (Нью-Йорк)
Емгерст (англ. Amherst) — місто (англ. town) в США, в окрузі Ері штату Нью-Йорк. Населення — 129 595 осіб (2020).

## Демографія
Згідно з переписом 2010 року, у місті мешкало 122 366 осіб у 48 894 домогосподарствах у складі 29 840 родин. Було 51179 помешкань
Расовий склад населення:
| - 83,8 % — білих - 7,9 % — азіатів - 5,7 % — чорних або афроамериканців - 0,2 % — корінних американців |

До двох чи більше рас належало 1,8 %. Частка іспаномовних становила 2,3 % від усіх жителів.
За віковим діапазоном населення розподілялося таким чином: 19,8 % — особи молодші 18 років, 62,4 % — особи у віці 18—64 років, 17,8 % — особи у віці 65 років та старші. Медіана віку мешканця становила 40,2 року. На 100 осіб жіночої статі у місті припадало 89,9 чоловіків;  на 100 жінок у віці від 18 років та старших — 86,6 чоловіків також старших 18 років.
Середній дохід на одне домашнє господарство  становив 98 705 доларів США (медіана — 72 459), а середній дохід на одну сім'ю — 125 261 долар (медіана — 99 080). Медіана доходів становила 69 559 доларів для чоловіків та 54 384 долари для жінок. За межею бідності перебувало 10,8 % осіб, у тому числі 10,8 % дітей у віці до 18 років та 6,8 % осіб у віці 65 років та старших.
Цивільне працевлаштоване населення становило 61 025 осіб. Основні галузі зайнятості: освіта, охорона здоров'я та соціальна допомога — 32,8 %, науковці, спеціалісти, менеджери — 11,1 %, роздрібна торгівля — 10,1 %, фінанси, страхування та нерухомість — 10,0 %.

## Спорт

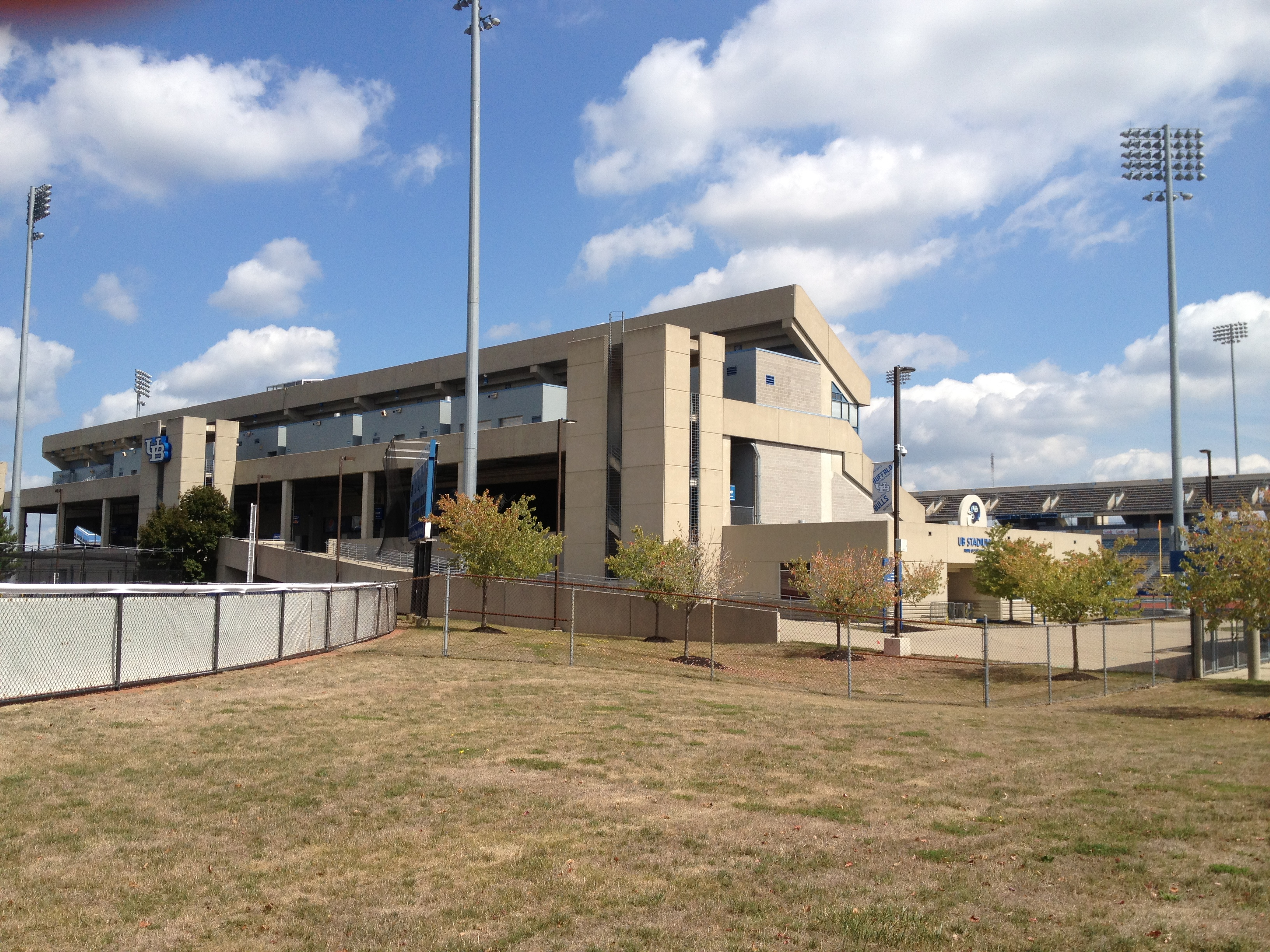
Стадіон університету Буффало